# Elecciones parlamentarias de Irak de enero de 2005
Las elecciones parlamentarias de Irak de enero de 2005 se llevaron a cabo el 30 de enero, siendo las primeras elecciones democráticas celebradas en el marco de la invasión estadounidense de Irak de 2003 que provocó la caída del dictador Sadam Hussein, y la creación de un gobierno interino en 2004. La nueva Asamblea Nacional de 275 miembros fue creada como nuevo órgano legislativo de Irak durante la ocupación del país. A la legislatura electa en estos comicios se le dio un período transitorio para redactar la actual constitución de Irak. Las siguientes elecciones generales se dieron en diciembre de ese mismo año.
La Alianza Unida Iraquí, una coalición islamista moderada chií tácitamente apoyada por el Gran Ayatolá Sayyid Ali al-Sistani, obtuvo una amplia victoria con el 48% de los votos. La Alianza Patriótica Democrática del Kurdistán (o Unión del Kurdistán) obtuvo el 25% de los votos, mientras que el partido del gobierno provisional, el Movimiento Nacional Iraquí, del Primer ministro Ayad Allawi, obtuvo casi un 14%. En total, doce partidos recibieron votos suficientes para ganar un asiento en la Asamblea, aunque solo tres ocuparon más de seis escaños. La extremadamente baja participación de la población suní (tan solo un 2% de los islámicos suníes votaron) amenazó la legitimidad de las elecciones. Más de cien ataques armados en los centros de votación se llevaron a cabo, matando al menos a cuarenta y cuatro personas (incluyendo nueve atacantes suicidas), ocurriendo la mitad de estos en Bagdad.
Las elecciones de 2005 constituyeron el primer proceso electoral celebrado desde la caída de Hussein, y la primera elección libre, justa y democrática de la historia iraquí, marcando un paso importante para transferir el control del país a una autoridad gobernada por los propios iraquíes.
Si bien los comicios fueron vistos por algunos analistas como una victoria para la democracia en Oriente Medio, esa opinión no es compartida por todos, especialmente debido al boicot suní y la supuesta injerencia estadounidense en el resultado de las mismas. Seymour Hersh ha informado de que hubo un esfuerzo por parte del gobierno de Estados Unidos para dirigir fondos y otros recursos hacia el partido de Allawi y que no es posible que haya sido similar el trato a los demás partidos. A pesar de que no obtuvo la mayoría de escaños en la Asamblea de Transición, la delegación de Allawi saltó de una proyección de un 3-4% de los votos a un 14%, dándole poder en la redacción de la Constitución.
Dos partidos apoyados por la comunidad mayoritaria musulmana chií ganaron una mayoría de escaños, mientras que los partidos representantes de los kurdos iraquíes quedaron también fuertemente representados. Por otro lado, el abstencionismo suní tuvo como consecuencia una baja participación electoral (58%) y una sumamente escasa representación parlamentaria de esta comunidad. La participación por gobernación varió de 89% en la región kurda de Dahuk a 2% en la región sunita de Ambar.
Tras las elecciones de diciembre de ese mismo año, el gobierno iraquí era reconocido como legítimo por cuarenta y cuatro países. De acuerdo con el gobierno de Estados Unidos, el poder judicial en Irak operaba bajo la primacía del estado de derecho, por lo que los condenados por crímenes de guerra del antiguo régimen de Sadam Hussein recibirían un juicio abierto, en el que serían respetados sus derechos a un debido proceso y estarían protegidos por el escrutinio de una prensa libre, los requisitos de los procedimientos judiciales modernos. Sin embargo, hubo muchas críticas posteriores al sistema judicial iraquí.

## Antecedentes
En noviembre de 2003, la Autoridad Provisional de la Coalición liderada por los Estados Unidos anunció su intención de entregar el gobierno a una administración interina de transición a mediados de 2004. La devolución de la soberanía al estado iraquí se produjo el 28 de junio de 2004, bajo la presidencia de Ghazi Mashal Ajil al-Yawer y Ayad Allawi en el cargo de Primer ministro, el cual tenía fuertes lazos con la CIA de acuerdo con exfuncionarios de Estados Unidos.
La Ley de Transición exigía una mayoría de dos tercios de la Asamblea Nacional para elegir al Presidente, el cual se encargaría de designar al Primer ministro del partido más votado. Dieciocho Consejos Provinciales y un consejo de 111 miembros del Gobierno Regional del Kurdistán también fueron elegidos. La Asamblea Nacional tenía las siguientes funciones:
- Servir como legislador nacional de Irak. Se ha nombrado un Consejo Presidencial, compuesto por un Presidente y dos Vicepresidentes. (Por acuerdo unánime, el Consejo de la Presidencia designará a un primer ministro y, en su recomendación, los ministros del gabinete.)
- Proyecto constitucional iraquí. Tras la aprobación de la nueva constitución en un referéndum en octubre, se realizarían nuevas elecciones en diciembre para un gobierno permanente del Consejo de Representantes de Irak.

Bajo la Ley Administrativa de Transición, firmada en marzo de 2004, la rama ejecutiva del país fue dirigida por un consejo presidencial de tres personas. El sistema de elección para el consejo aseguraba efectivamente que los tres principales grupos étnicos/religiosos de Irak estarían representados. La constitución también establecía la libertad de culto, expresión y reunión, y era vista incluso como más progresista que la constitución de los Estados Unidos. Sin embargo, se estableció que todas las leyes que estaban en vigor en la fecha de transferencia no podían derogarse. Además, puesto que las fuerzas de la coalición estaban trabajando para mantener el orden y crear una sociedad estable en la Naciones Unidas, tropas de la coalición podían mantener el control efectivo del país a pesar de la transferencia de soberanía. Las tropas debían permanecer hasta que las fuerzas armadas y la policía iraquí fueran consideradas lo bastante entrenadas para que el país pudiera defender su estabilidad por sí mismo.

## Proceso electoral

### Interrupciones
Grupos heterogéneos que van desde el islamismo extremo hasta la extrema izquierda baazista llevaron a cabo una campaña de atentados y asesinatos en Irak desde el comienzo de la ocupación en 2003 (véase insurgencia iraquí), con el objetivo de perturbar las elecciones mediante atentados suicidas y otras tácticas violentas. Una operación de seguridad rígida tuvo éxito en la prevención la interrupción de las elecciones, por lo que en la mayor parte del país se pudo votar libremente. Sin embargo, más de cien ataques armados en los centros de votación se llevaron a cabo, matando al menos a cuarenta y cuatro personas (incluyendo nueve atacantes suicidas). Veinte de estos ocurrieron en la capital, Bagdad. A pesar de todo, las amenazas de algunos grupos islamistas de "llenar las calles de sangre", no se cumplieron.
Una filial de Al Qaeda no identificado desestimó las elecciones, describiéndolas como un "teatro" creado por los ocupantes estadounidenses, y se comprometió a continuar librando una "Guerra Santa" contra las fuerzas de la coalición. "Estas elecciones y sus resultados aumentarán nuestra fuerza e intención de deshacernos de la injusticia".

### Boicot y legitimidad

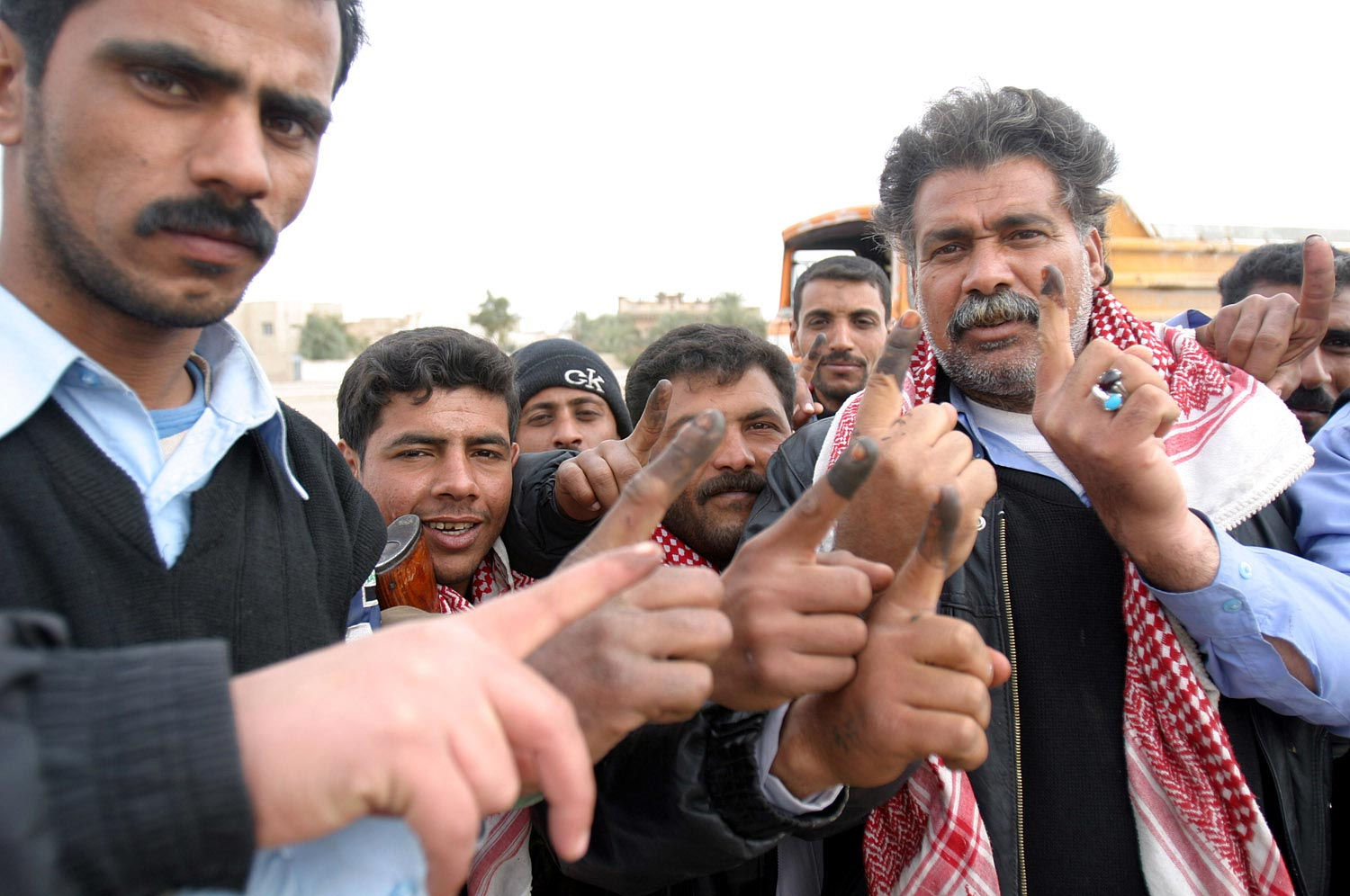
Policías iraquíes muestran sus dedos índices marcados con tinta indeleble (medida de seguridad para evitar el doble voto).

El mayor desafío a la legitimidad de estas elecciones fue el abstencionismo de la población suní, que llegó a ser tan baja como el 2% en la Gobernación de Ambar. Las áreas con poblaciones mixtas vieron una sobrerepresentación de partidos chiíes o kurdos. El partido suní más grande, Los Iraquíes, del entonces presidente interino Ghazi Mashal Ajil al-Yawer, obtuvo tan solo el 1.78% de los votos (para hacer una comparación, los suníes son entre el 15 y el 20% de la población total de Irak).
El boicot fue en gran medida producto de las amenazas de violencia. La violencia se centra en las áreas suníes árabes y los líderes de los partidos suníes afirmaron que sería imposible realizar elecciones justas en sus áreas. Los principales partidos suníes, como el Partido Islámico Iraquí y la Asociación de Académicos Musulmanes, boicotearon las elecciones, al igual que algunos partidos pequeños y seculares como el Partido Obrero Comunista de Irak. Los principales grupos suníes árabes afirmaron que participarían en los comicios una vez que la seguridad del país estuviera garantizada, y que estos debían posponerse. La convocatoria a una demora fue apoyada por algunos en Occidente, pero cualquier esquema de este tipo enfrentó una fuerte oposición de los partidos chiitas. A pesar del boicot y la baja representación suní en la Asamblea como consecuencia del mismo, los principales líderes de los partidos que ganaron escaños aseguraron que buscarían una forma de dar a los suníes una participación alta en la redacción de la nueva constitución. También se afirmó que al menos una de las principales posiciones del gobierno se destinaría a un árabe suní.
Varios pequeños grupos de manifestantes protestaron en todo el mundo apoyando el boicot a las elecciones, y en contra de la ocupación de Irak, alegando que Estados Unidos "orquestaría el proceso electoral". Scott Ritter más tarde acusó a los Estados Unidos de manipular los resultados para bajar el porcentaje de la Alianza Unida Iraquí de 56 a 48%, aunque no se han presentado pruebas de estas acusaciones.

### Observación

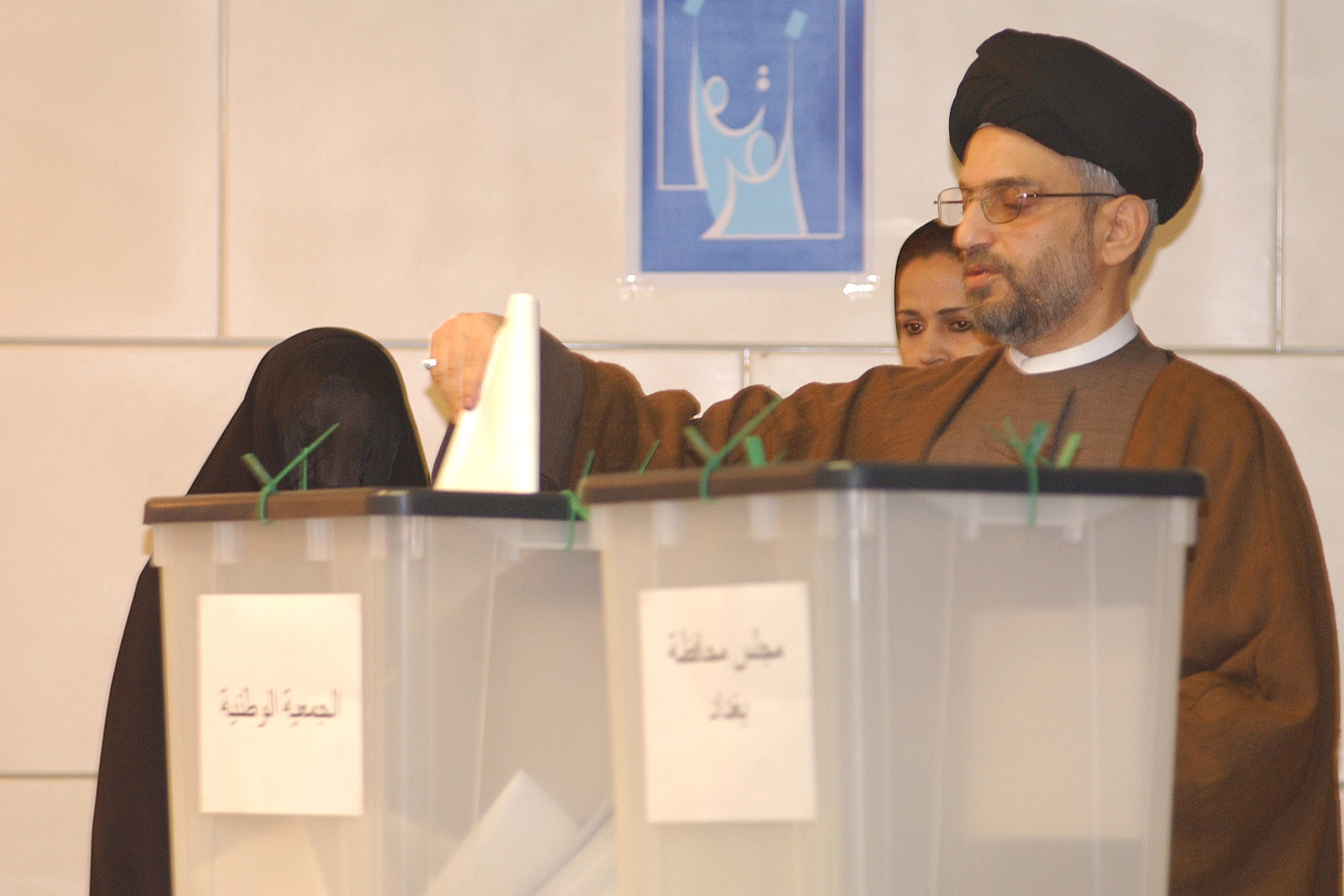
Abdul Aziz al-Hakim, dirigente de la Alianza Unida Iraquí, presentando su voto.

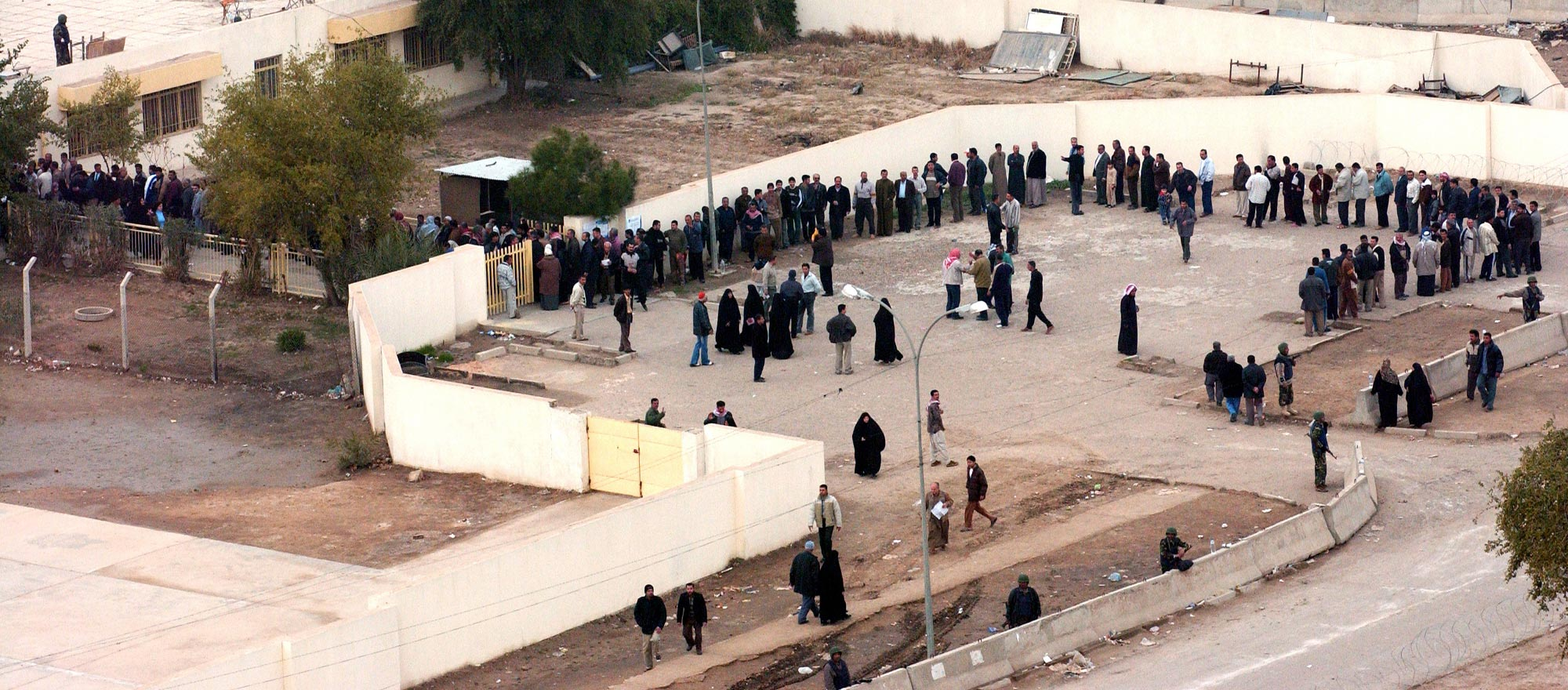
Cientos de votantes fuera de un centro de votación en Bagdad.

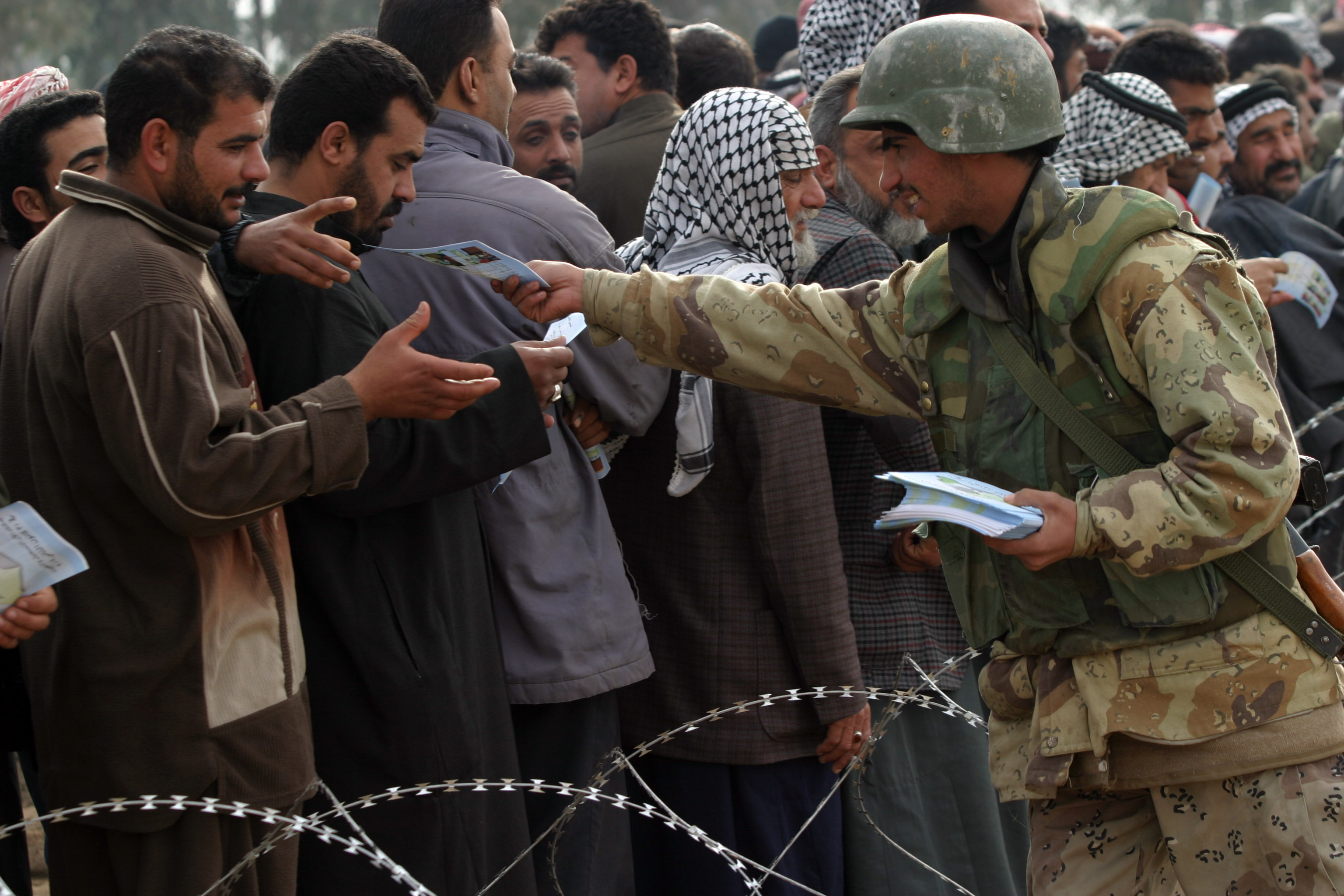
Un miembro de la fuerza de seguridad iraquí reparte panfletos y proporciona seguridad en un centro de votación en Nasarwasalam.

La elección fue monitoreada desde fuera de Irak por la Misión Internacional para las Elecciones Iraquíes, formada por nueve países y dirigida por Canadá. Fue apoyada por la ONU, pero no era una misión de la ONU. La ONU rechazó supervisar las elecciones, ya que había jugado un papel central en la creación misma de la elección. Un alto número del personal de la ONU trabajó en la creación de la Comisión Electoral Iraquí y son considerados por algunos como observadores internacionales de facto. No ha sido posible encontrar monitores que realmente monitorearan las elecciones desde dentro del país. Más bien, los observadores de la IMIE se asentaron en Amán, Jordania y monitorearon la elección de allí. También hubo representantes en Bagdad, en general, del personal de las embajadas de las naciones de la IMIE. La encuesta realizada entre la población iraquí de catorce países de todo el mundo fueron controladas por una amplia gama de ONGs, pero estos grupos no estaban dispuestos a supervisar las elecciones en el mismo Irak.
A pesar de lo inusual de que la observación electoral se produjera fuera del país, se hizo por motivos de seguridad. Entre otras precauciones, todos los miembros de la misión, excepto el jefe, Jean-Pierre Kingsley, se mantuvieron en el anonimato. La información fue obtenida de voluntarios iraquíes que llevarían la información hasta Amán. La mayoría de estos voluntarios eran 35.000 representantes de todos los partidos políticos, más 21.000 voluntarios independientes enviados por ONGs. Mientras que algunos defienden que la observación se realizó con éxito, otros afirman que la IMIE fue creada por los Estados Unidos para manejar los resultados.
Al cierre de las urnas, Kingsley afirmó que "las elecciones iraquíes en general cumplen con los estándares internacionales", mientras que una evaluación preliminar de libertad después de la votación cerrada dijo que las áreas que necesitaban mejoras incluyen "transparencia con respecto a las contribuciones financieras y gastos, mejoras en el proceso de registro de votantes y revisar los criterios de elegibilidad del candidato". El reporte completo de la IMIE está disponible en su sitio web.

## Resultados y participación
Los resultados provisionales publicados el 13 de febrero daban una abrumadora victoria a la Alianza Unida Iraquí, que obtuvo más del 48% de los votos válidos. La Unión Patriótica del Kurdistán quedó segunda recibiendo el 26%. La mayoría de los 111 partidos que presentaron listas electorales no recibieron asientos. El más prominente de estos fue el secular, pero predominantemente suní, Movimiento de los Demócratas Independientes, dirigido por el antes exiliado Adnan Pachachi, que solo recibió cerca de 12.000 votos debido al abstencionismo suní. Otro partido destacable, el Movimiento de la Monarquía Constitucional tampoco recibió escaños.
| Partidos y coaliciones | Partidos y coaliciones                                    | Votos     | %      | Escaños | Líderes                                                                        |
| ---------------------- | --------------------------------------------------------- | --------- | ------ | ------- | ------------------------------------------------------------------------------ |
|                        | Alianza Unida Iraquí                                      | 4.075.292 | 48.19% | 140     | Abdul Aziz al-Hakim, Ibrahim al-Jaafari, Hussain al-Shahristani, Ahmed Chalabi |
|                        | Unión Patriótica del Kurdistán                            | 2.175.551 | 25.73% | 75      | Jalal Talabani, Masoud Barzani                                                 |
|                        | Movimiento Nacional Iraquí                                | 1,168,943 | 13.82% | 40      | Iyad Allawi                                                                    |
|                        | Los Iraquíes                                              | 150.680   | 1.78%  | 5       | Ghazi al-Yawer                                                                 |
|                        | Frente Turcomano Iraquí                                   | 93,480    | 1.11%  | 3       | Farok Abdullah Abdurrahman                                                     |
|                        | Élites Nacionales Independientes                          | 69.938    | 0.83%  | 3       | Fatah al-Sheikh                                                                |
|                        | Ittihad Al Shaab                                          | 69,920    | 0.83%  | 2       | Hamid Majid Mousa                                                              |
|                        | Grupo Islámico del Kurdistán                              | 60.592    | 0.72%  | 2       | Ali Abd-al Aziz                                                                |
|                        | Organización de Acción Islámica en Irak - Comando Central | 43.205    | 0.51%  | 2       |                                                                                |
|                        | Alianza Nacional Democrática                              | 36.795    | 0.44%  | 1       |                                                                                |
|                        | Lista Nacional Rafidain                                   | 36.255    | 0.43%  | 1       | Yonadem Kana                                                                   |
|                        | Bloque de Liberación y Reconciliación                     | 30.796    | 0.36%  | 1       | Misha'an al-Juburi                                                             |
|                        | Asamblea de la Unidad Nacional de Irak                    | 23.686    | 0.28%  | 0       | Dr. Nehro Mohammed                                                             |
|                        | Asamblea de Demócratas Independientes                     | 23.302    | 0.28%  | 0       | Adnan Pachachi                                                                 |
|                        | Partido Islámico Iraquí                                   | 21.342    | 0.25%  | 0       | Mohsen Abdel-Hamid                                                             |
|                        | Movimiento Islámico Dawa                                  | 19.373    | 0.23%  | 0       | Adil Abd Al-Raheem                                                             |
|                        | Encuentro Nacional Iraquí                                 | 18.862    | 0.22%  | 0       | Hussein al-Jibouri                                                             |
|                        | Asamblea Republicana Iraquí                               | 15.452    | 0.18%  | 0       | Sa'ad Al-Janabi                                                                |
|                        | Monarquía constitucional - Al-Sharif Ali bin Al-Hussein   | 13.740    | 0.16%  | 0       | Sharif Ali bin Al-Hussein                                                      |
| Otros                  | Otros                                                     | 309.062   | 3.65%  | 0       |                                                                                |
| Total                  | Total                                                     | 8.456.266 | 100.00 | 275     |                                                                                |
| Votos anulados         | Votos anulados                                            | 94.305    | —      | —       | —                                                                              |

## Elecciones gubernatoriales

### Resultado nacional

Mapa de los resultados de las elecciones gubernatoriales.

| Partido        | Partido                                           | Asientos en total | Líder                  |
| -------------- | ------------------------------------------------- | ----------------- | ---------------------- |
|                | Consejo Supremo de la Revolución Islámica en Irak | 195               | Abdel Aziz al-Hakim    |
|                | Partido Demócrata del Kurdistán                   | 91                | Massoud Barzani        |
|                | Unión Patriótica del Kurdistán                    | 80                | Jalal Talabani         |
|                | Movimiento Sadr                                   | 60                | Muqtada al-Sadr        |
|                | Partido Islámico al-Fadhila                       | 49                | Abdelrahim Al-Husseini |
|                | Partido Islámico Iraquí                           | 45                | Tariq al-Hashemi       |
|                | Partido Islámico Dawa                             | 42                | Ibrahim al-Jaafari     |
|                | Acuerdo Nacional Iraquí                           | 18                | Iyad Allawi            |
|                | Unión Islámica del Kurdistán                      | 10                | Salaheddine Bahaaeddin |
|                | Bloque de Reconciliación y Liberación             | 10                | Misha'an al-Juburi     |
|                | Partido Comunista Iraquí                          | 8                 | Hamid Majid Mousa      |
|                | Grupo Republicano Iraquí                          | 7                 |                        |
| Otros partidos | Otros partidos                                    | 133               | -                      |
| Total          | Total                                             | 748               | -                      |

### Gobernación de Ambar
|  | 71.3 % |

|  | 20.0 % |

|  | 8.7 % |

### Gobernación de Babilonia
|  | 38.9 % |

|  | 8.7 % |

|  | 8.4 % |

|  | 3.5 % |

|  | 3.2 % |

### Gobernación de Bagdad
|  | 39.68 % |

|  | 15.1 % |

|  | 8.9 % |

|  | 2.6 % |

|  | 2.1 % |

|  | 2.1 % |

|  | 1.9 % |

### Gobernación de Basora
|  | 33.05 % |

|  | 21.15 % |

|  | 6.87 % |

|  | 5.33 % |

|  | 5.33 % |

|  | 30.64 % |

### Gobernación de Di Car
|  | 19.74 % |

|  | 19.19 % |

|  | 17.09 % |

|  | 3.98 % |

|  | 3.77 % |

|  | 3.59 % |

|  | 2.97 % |

|  | 2.66 % |

|  | 27.00 % |

### Gobernación de Diala
| Lista | Lista                                                         | Partidos                                                | Votos   | Escaños | Ra'ad Hamid al-Mula Jowad Al-Tamimi (Movimiento Badr) | Ra'ad Hamid al-Mula Jowad Al-Tamimi (Movimiento Badr) | Ra'ad Hamid al-Mula Jowad Al-Tamimi (Movimiento Badr) | Ra'ad Hamid al-Mula Jowad Al-Tamimi (Movimiento Badr) | Ra'ad Hamid al-Mula Jowad Al-Tamimi (Movimiento Badr) | Ra'ad Hamid al-Mula Jowad Al-Tamimi (Movimiento Badr) | Ra'ad Hamid al-Mula Jowad Al-Tamimi (Movimiento Badr) |
|       | Coalición de Fuerzas Islámicas y Nacionales Iraquíes en Diala | Asamblea Suprema Islámica de Irak Partido Islámico Dawa | 84.390  | 20      | Ra'ad Hamid al-Mula Jowad Al-Tamimi (Movimiento Badr) | Ra'ad Hamid al-Mula Jowad Al-Tamimi (Movimiento Badr) | Ra'ad Hamid al-Mula Jowad Al-Tamimi (Movimiento Badr) | Ra'ad Hamid al-Mula Jowad Al-Tamimi (Movimiento Badr) | Ra'ad Hamid al-Mula Jowad Al-Tamimi (Movimiento Badr) | Ra'ad Hamid al-Mula Jowad Al-Tamimi (Movimiento Badr) | Ra'ad Hamid al-Mula Jowad Al-Tamimi (Movimiento Badr) |
|       | Partido Islámico Iraquí                                       |                                                         | 55.960  | 14      | Ra'ad Hamid al-Mula Jowad Al-Tamimi (Movimiento Badr) | Ra'ad Hamid al-Mula Jowad Al-Tamimi (Movimiento Badr) | Ra'ad Hamid al-Mula Jowad Al-Tamimi (Movimiento Badr) | Ra'ad Hamid al-Mula Jowad Al-Tamimi (Movimiento Badr) | Ra'ad Hamid al-Mula Jowad Al-Tamimi (Movimiento Badr) | Ra'ad Hamid al-Mula Jowad Al-Tamimi (Movimiento Badr) | Ra'ad Hamid al-Mula Jowad Al-Tamimi (Movimiento Badr) |
|       | Coalición Kurda Turcomana y Árabe de Diala                    | KDP, PUK                                                | 30.268  | 7       | Ra'ad Hamid al-Mula Jowad Al-Tamimi (Movimiento Badr) | Ra'ad Hamid al-Mula Jowad Al-Tamimi (Movimiento Badr) | Ra'ad Hamid al-Mula Jowad Al-Tamimi (Movimiento Badr) | Ra'ad Hamid al-Mula Jowad Al-Tamimi (Movimiento Badr) | Ra'ad Hamid al-Mula Jowad Al-Tamimi (Movimiento Badr) | Ra'ad Hamid al-Mula Jowad Al-Tamimi (Movimiento Badr) | Ra'ad Hamid al-Mula Jowad Al-Tamimi (Movimiento Badr) |
| Total | Total                                                         | Total                                                   | 210.574 | 41      | Ra'ad Hamid al-Mula Jowad Al-Tamimi (Movimiento Badr) | Ra'ad Hamid al-Mula Jowad Al-Tamimi (Movimiento Badr) | Ra'ad Hamid al-Mula Jowad Al-Tamimi (Movimiento Badr) | Ra'ad Hamid al-Mula Jowad Al-Tamimi (Movimiento Badr) | Ra'ad Hamid al-Mula Jowad Al-Tamimi (Movimiento Badr) | Ra'ad Hamid al-Mula Jowad Al-Tamimi (Movimiento Badr) | Ra'ad Hamid al-Mula Jowad Al-Tamimi (Movimiento Badr) |

### Gobernación de Kerbala
| Partidos | Partidos                                                                      | Votos   | Escaños | Uqeil al-Khazaali (Asamblea Suprema Islámica de Irak) | Uqeil al-Khazaali (Asamblea Suprema Islámica de Irak) | Uqeil al-Khazaali (Asamblea Suprema Islámica de Irak) | Uqeil al-Khazaali (Asamblea Suprema Islámica de Irak) | Uqeil al-Khazaali (Asamblea Suprema Islámica de Irak) | Uqeil al-Khazaali (Asamblea Suprema Islámica de Irak) | Uqeil al-Khazaali (Asamblea Suprema Islámica de Irak) |
|          | Asamblea Suprema Islámica de Irak-Partido Islámico Dawa                       | 101.932 | 21      | Uqeil al-Khazaali (Asamblea Suprema Islámica de Irak) | Uqeil al-Khazaali (Asamblea Suprema Islámica de Irak) | Uqeil al-Khazaali (Asamblea Suprema Islámica de Irak) | Uqeil al-Khazaali (Asamblea Suprema Islámica de Irak) | Uqeil al-Khazaali (Asamblea Suprema Islámica de Irak) | Uqeil al-Khazaali (Asamblea Suprema Islámica de Irak) | Uqeil al-Khazaali (Asamblea Suprema Islámica de Irak) |
|          | Partido Islámico de la Virtud                                                 | 22.085  | 5       | Uqeil al-Khazaali (Asamblea Suprema Islámica de Irak) | Uqeil al-Khazaali (Asamblea Suprema Islámica de Irak) | Uqeil al-Khazaali (Asamblea Suprema Islámica de Irak) | Uqeil al-Khazaali (Asamblea Suprema Islámica de Irak) | Uqeil al-Khazaali (Asamblea Suprema Islámica de Irak) | Uqeil al-Khazaali (Asamblea Suprema Islámica de Irak) | Uqeil al-Khazaali (Asamblea Suprema Islámica de Irak) |
|          | Consejo Político Chií                                                         | 10.655  | 2       | Uqeil al-Khazaali (Asamblea Suprema Islámica de Irak) | Uqeil al-Khazaali (Asamblea Suprema Islámica de Irak) | Uqeil al-Khazaali (Asamblea Suprema Islámica de Irak) | Uqeil al-Khazaali (Asamblea Suprema Islámica de Irak) | Uqeil al-Khazaali (Asamblea Suprema Islámica de Irak) | Uqeil al-Khazaali (Asamblea Suprema Islámica de Irak) | Uqeil al-Khazaali (Asamblea Suprema Islámica de Irak) |
|          | Encuentro Democrático Progresista                                             | 9.698   | 2       | Uqeil al-Khazaali (Asamblea Suprema Islámica de Irak) | Uqeil al-Khazaali (Asamblea Suprema Islámica de Irak) | Uqeil al-Khazaali (Asamblea Suprema Islámica de Irak) | Uqeil al-Khazaali (Asamblea Suprema Islámica de Irak) | Uqeil al-Khazaali (Asamblea Suprema Islámica de Irak) | Uqeil al-Khazaali (Asamblea Suprema Islámica de Irak) | Uqeil al-Khazaali (Asamblea Suprema Islámica de Irak) |
|          | Consejo Independiente de Shaykhs y Personas Notables de las Tribus de Kerbala | 9.647   | 2       | Uqeil al-Khazaali (Asamblea Suprema Islámica de Irak) | Uqeil al-Khazaali (Asamblea Suprema Islámica de Irak) | Uqeil al-Khazaali (Asamblea Suprema Islámica de Irak) | Uqeil al-Khazaali (Asamblea Suprema Islámica de Irak) | Uqeil al-Khazaali (Asamblea Suprema Islámica de Irak) | Uqeil al-Khazaali (Asamblea Suprema Islámica de Irak) | Uqeil al-Khazaali (Asamblea Suprema Islámica de Irak) |
|          | Corriente Democrática Iraquí                                                  | 9.161   | 2       | Uqeil al-Khazaali (Asamblea Suprema Islámica de Irak) | Uqeil al-Khazaali (Asamblea Suprema Islámica de Irak) | Uqeil al-Khazaali (Asamblea Suprema Islámica de Irak) | Uqeil al-Khazaali (Asamblea Suprema Islámica de Irak) | Uqeil al-Khazaali (Asamblea Suprema Islámica de Irak) | Uqeil al-Khazaali (Asamblea Suprema Islámica de Irak) | Uqeil al-Khazaali (Asamblea Suprema Islámica de Irak) |
|          | Lista Unificada Independiente para la Gobernación de Santa Kerbala            | 8.719   | 2       | Uqeil al-Khazaali (Asamblea Suprema Islámica de Irak) | Uqeil al-Khazaali (Asamblea Suprema Islámica de Irak) | Uqeil al-Khazaali (Asamblea Suprema Islámica de Irak) | Uqeil al-Khazaali (Asamblea Suprema Islámica de Irak) | Uqeil al-Khazaali (Asamblea Suprema Islámica de Irak) | Uqeil al-Khazaali (Asamblea Suprema Islámica de Irak) | Uqeil al-Khazaali (Asamblea Suprema Islámica de Irak) |
|          | Reunión Democrática de Santa Kerbala                                          | 7.605   | 2       | Uqeil al-Khazaali (Asamblea Suprema Islámica de Irak) | Uqeil al-Khazaali (Asamblea Suprema Islámica de Irak) | Uqeil al-Khazaali (Asamblea Suprema Islámica de Irak) | Uqeil al-Khazaali (Asamblea Suprema Islámica de Irak) | Uqeil al-Khazaali (Asamblea Suprema Islámica de Irak) | Uqeil al-Khazaali (Asamblea Suprema Islámica de Irak) | Uqeil al-Khazaali (Asamblea Suprema Islámica de Irak) |
|          | Recopilación de Intelectuales Independientes                                  | 7.233   | 2       | Uqeil al-Khazaali (Asamblea Suprema Islámica de Irak) | Uqeil al-Khazaali (Asamblea Suprema Islámica de Irak) | Uqeil al-Khazaali (Asamblea Suprema Islámica de Irak) | Uqeil al-Khazaali (Asamblea Suprema Islámica de Irak) | Uqeil al-Khazaali (Asamblea Suprema Islámica de Irak) | Uqeil al-Khazaali (Asamblea Suprema Islámica de Irak) | Uqeil al-Khazaali (Asamblea Suprema Islámica de Irak) |
|          | Dr. Abbas al-Hasnawi (Candidato independiente)                                | 8.621   | 1       | Uqeil al-Khazaali (Asamblea Suprema Islámica de Irak) | Uqeil al-Khazaali (Asamblea Suprema Islámica de Irak) | Uqeil al-Khazaali (Asamblea Suprema Islámica de Irak) | Uqeil al-Khazaali (Asamblea Suprema Islámica de Irak) | Uqeil al-Khazaali (Asamblea Suprema Islámica de Irak) | Uqeil al-Khazaali (Asamblea Suprema Islámica de Irak) | Uqeil al-Khazaali (Asamblea Suprema Islámica de Irak) |
| Total    | Total                                                                         | 297.201 | 41      | Uqeil al-Khazaali (Asamblea Suprema Islámica de Irak) | Uqeil al-Khazaali (Asamblea Suprema Islámica de Irak) | Uqeil al-Khazaali (Asamblea Suprema Islámica de Irak) | Uqeil al-Khazaali (Asamblea Suprema Islámica de Irak) | Uqeil al-Khazaali (Asamblea Suprema Islámica de Irak) | Uqeil al-Khazaali (Asamblea Suprema Islámica de Irak) | Uqeil al-Khazaali (Asamblea Suprema Islámica de Irak) |

### Gobernación de Kirkuk
|  | 59.19 % |

|  | 18.41 % |

|  | 10.88 % |

|  | 3.16 % |

|  | 3.08 % |

|  | 5.28 % |

### Gobernación de Mesena
|  | 44.26 % |

|  | 11.42 % |

|  | 10.28 % |

|  | 8.25 % |

|  | 5.43 % |

|  | 3.92 % |

|  | 3.06 % |

|  | 2.84 % |

|  | 2.77 % |

|  | 2.66 % |

|  | 2.51 % |

|  | 2.61 % |

### Gobernación de Mutana
| Partidos | Partidos                          | Votos   | Escaños | Mohammed Ali al-Hasani (Asamblea Suprema Islámica de Irak) | Mohammed Ali al-Hasani (Asamblea Suprema Islámica de Irak) | Mohammed Ali al-Hasani (Asamblea Suprema Islámica de Irak) | Mohammed Ali al-Hasani (Asamblea Suprema Islámica de Irak) | Mohammed Ali al-Hasani (Asamblea Suprema Islámica de Irak) | Mohammed Ali al-Hasani (Asamblea Suprema Islámica de Irak) | Mohammed Ali al-Hasani (Asamblea Suprema Islámica de Irak) |
|          | Asamblea Suprema Islámica de Irak | 23.918  | 8       | Mohammed Ali al-Hasani (Asamblea Suprema Islámica de Irak) | Mohammed Ali al-Hasani (Asamblea Suprema Islámica de Irak) | Mohammed Ali al-Hasani (Asamblea Suprema Islámica de Irak) | Mohammed Ali al-Hasani (Asamblea Suprema Islámica de Irak) | Mohammed Ali al-Hasani (Asamblea Suprema Islámica de Irak) | Mohammed Ali al-Hasani (Asamblea Suprema Islámica de Irak) | Mohammed Ali al-Hasani (Asamblea Suprema Islámica de Irak) |
|          | Partido Islámico de la Virtud     | 18.206  | 6       | Mohammed Ali al-Hasani (Asamblea Suprema Islámica de Irak) | Mohammed Ali al-Hasani (Asamblea Suprema Islámica de Irak) | Mohammed Ali al-Hasani (Asamblea Suprema Islámica de Irak) | Mohammed Ali al-Hasani (Asamblea Suprema Islámica de Irak) | Mohammed Ali al-Hasani (Asamblea Suprema Islámica de Irak) | Mohammed Ali al-Hasani (Asamblea Suprema Islámica de Irak) | Mohammed Ali al-Hasani (Asamblea Suprema Islámica de Irak) |
|          | Lista Nacional Iraquí             | 17.924  | 6       | Mohammed Ali al-Hasani (Asamblea Suprema Islámica de Irak) | Mohammed Ali al-Hasani (Asamblea Suprema Islámica de Irak) | Mohammed Ali al-Hasani (Asamblea Suprema Islámica de Irak) | Mohammed Ali al-Hasani (Asamblea Suprema Islámica de Irak) | Mohammed Ali al-Hasani (Asamblea Suprema Islámica de Irak) | Mohammed Ali al-Hasani (Asamblea Suprema Islámica de Irak) | Mohammed Ali al-Hasani (Asamblea Suprema Islámica de Irak) |
|          | Sociedad Islámica Independiente   | 14.550  | 5       | Mohammed Ali al-Hasani (Asamblea Suprema Islámica de Irak) | Mohammed Ali al-Hasani (Asamblea Suprema Islámica de Irak) | Mohammed Ali al-Hasani (Asamblea Suprema Islámica de Irak) | Mohammed Ali al-Hasani (Asamblea Suprema Islámica de Irak) | Mohammed Ali al-Hasani (Asamblea Suprema Islámica de Irak) | Mohammed Ali al-Hasani (Asamblea Suprema Islámica de Irak) | Mohammed Ali al-Hasani (Asamblea Suprema Islámica de Irak) |
|          | Partido Islámico Dawa             | 13.354  | 4       | Mohammed Ali al-Hasani (Asamblea Suprema Islámica de Irak) | Mohammed Ali al-Hasani (Asamblea Suprema Islámica de Irak) | Mohammed Ali al-Hasani (Asamblea Suprema Islámica de Irak) | Mohammed Ali al-Hasani (Asamblea Suprema Islámica de Irak) | Mohammed Ali al-Hasani (Asamblea Suprema Islámica de Irak) | Mohammed Ali al-Hasani (Asamblea Suprema Islámica de Irak) | Mohammed Ali al-Hasani (Asamblea Suprema Islámica de Irak) |
|          | Encuentro por al-Muthanna         | 12.687  | 4       | Mohammed Ali al-Hasani (Asamblea Suprema Islámica de Irak) | Mohammed Ali al-Hasani (Asamblea Suprema Islámica de Irak) | Mohammed Ali al-Hasani (Asamblea Suprema Islámica de Irak) | Mohammed Ali al-Hasani (Asamblea Suprema Islámica de Irak) | Mohammed Ali al-Hasani (Asamblea Suprema Islámica de Irak) | Mohammed Ali al-Hasani (Asamblea Suprema Islámica de Irak) | Mohammed Ali al-Hasani (Asamblea Suprema Islámica de Irak) |
|          | Coalición de la Lealtad           | 10.221  | 3       | Mohammed Ali al-Hasani (Asamblea Suprema Islámica de Irak) | Mohammed Ali al-Hasani (Asamblea Suprema Islámica de Irak) | Mohammed Ali al-Hasani (Asamblea Suprema Islámica de Irak) | Mohammed Ali al-Hasani (Asamblea Suprema Islámica de Irak) | Mohammed Ali al-Hasani (Asamblea Suprema Islámica de Irak) | Mohammed Ali al-Hasani (Asamblea Suprema Islámica de Irak) | Mohammed Ali al-Hasani (Asamblea Suprema Islámica de Irak) |
|          | Acuerdo Nacional Iraquí           | 7.530   | 3       | Mohammed Ali al-Hasani (Asamblea Suprema Islámica de Irak) | Mohammed Ali al-Hasani (Asamblea Suprema Islámica de Irak) | Mohammed Ali al-Hasani (Asamblea Suprema Islámica de Irak) | Mohammed Ali al-Hasani (Asamblea Suprema Islámica de Irak) | Mohammed Ali al-Hasani (Asamblea Suprema Islámica de Irak) | Mohammed Ali al-Hasani (Asamblea Suprema Islámica de Irak) | Mohammed Ali al-Hasani (Asamblea Suprema Islámica de Irak) |
|          | Partido Comunista Iraquí          | 5.602   | 2       | Mohammed Ali al-Hasani (Asamblea Suprema Islámica de Irak) | Mohammed Ali al-Hasani (Asamblea Suprema Islámica de Irak) | Mohammed Ali al-Hasani (Asamblea Suprema Islámica de Irak) | Mohammed Ali al-Hasani (Asamblea Suprema Islámica de Irak) | Mohammed Ali al-Hasani (Asamblea Suprema Islámica de Irak) | Mohammed Ali al-Hasani (Asamblea Suprema Islámica de Irak) | Mohammed Ali al-Hasani (Asamblea Suprema Islámica de Irak) |
| Total    | Total                             | 173.155 | 41      | Mohammed Ali al-Hasani (Asamblea Suprema Islámica de Irak) | Mohammed Ali al-Hasani (Asamblea Suprema Islámica de Irak) | Mohammed Ali al-Hasani (Asamblea Suprema Islámica de Irak) | Mohammed Ali al-Hasani (Asamblea Suprema Islámica de Irak) | Mohammed Ali al-Hasani (Asamblea Suprema Islámica de Irak) | Mohammed Ali al-Hasani (Asamblea Suprema Islámica de Irak) | Mohammed Ali al-Hasani (Asamblea Suprema Islámica de Irak) |

### Gobernación de Nayaf
| Listas | Listas                                            | Votos   | Escaños | Asaad Abu al-Taie Gilel (Asamblea Suprema Islámica de Irak) | Asaad Abu al-Taie Gilel (Asamblea Suprema Islámica de Irak) | Asaad Abu al-Taie Gilel (Asamblea Suprema Islámica de Irak) | Asaad Abu al-Taie Gilel (Asamblea Suprema Islámica de Irak) | Asaad Abu al-Taie Gilel (Asamblea Suprema Islámica de Irak) | Asaad Abu al-Taie Gilel (Asamblea Suprema Islámica de Irak) | Asaad Abu al-Taie Gilel (Asamblea Suprema Islámica de Irak) |
|        | Asamblea Suprema Islámica de Irak-Movimiento Badr | 133.676 | 19      | Asaad Abu al-Taie Gilel (Asamblea Suprema Islámica de Irak) | Asaad Abu al-Taie Gilel (Asamblea Suprema Islámica de Irak) | Asaad Abu al-Taie Gilel (Asamblea Suprema Islámica de Irak) | Asaad Abu al-Taie Gilel (Asamblea Suprema Islámica de Irak) | Asaad Abu al-Taie Gilel (Asamblea Suprema Islámica de Irak) | Asaad Abu al-Taie Gilel (Asamblea Suprema Islámica de Irak) | Asaad Abu al-Taie Gilel (Asamblea Suprema Islámica de Irak) |
|        | Lealtad a Al-Najaf                                | 64.837  | 9       | Asaad Abu al-Taie Gilel (Asamblea Suprema Islámica de Irak) | Asaad Abu al-Taie Gilel (Asamblea Suprema Islámica de Irak) | Asaad Abu al-Taie Gilel (Asamblea Suprema Islámica de Irak) | Asaad Abu al-Taie Gilel (Asamblea Suprema Islámica de Irak) | Asaad Abu al-Taie Gilel (Asamblea Suprema Islámica de Irak) | Asaad Abu al-Taie Gilel (Asamblea Suprema Islámica de Irak) | Asaad Abu al-Taie Gilel (Asamblea Suprema Islámica de Irak) |
|        | Bandera de los Independientes                     | 26.585  | 4       | Asaad Abu al-Taie Gilel (Asamblea Suprema Islámica de Irak) | Asaad Abu al-Taie Gilel (Asamblea Suprema Islámica de Irak) | Asaad Abu al-Taie Gilel (Asamblea Suprema Islámica de Irak) | Asaad Abu al-Taie Gilel (Asamblea Suprema Islámica de Irak) | Asaad Abu al-Taie Gilel (Asamblea Suprema Islámica de Irak) | Asaad Abu al-Taie Gilel (Asamblea Suprema Islámica de Irak) | Asaad Abu al-Taie Gilel (Asamblea Suprema Islámica de Irak) |
|        | Acuerdo Nacional Iraquí                           | 23.663  | 3       | Asaad Abu al-Taie Gilel (Asamblea Suprema Islámica de Irak) | Asaad Abu al-Taie Gilel (Asamblea Suprema Islámica de Irak) | Asaad Abu al-Taie Gilel (Asamblea Suprema Islámica de Irak) | Asaad Abu al-Taie Gilel (Asamblea Suprema Islámica de Irak) | Asaad Abu al-Taie Gilel (Asamblea Suprema Islámica de Irak) | Asaad Abu al-Taie Gilel (Asamblea Suprema Islámica de Irak) | Asaad Abu al-Taie Gilel (Asamblea Suprema Islámica de Irak) |
|        | Partido Islámico de la Virtud                     | 15.999  | 2       | Asaad Abu al-Taie Gilel (Asamblea Suprema Islámica de Irak) | Asaad Abu al-Taie Gilel (Asamblea Suprema Islámica de Irak) | Asaad Abu al-Taie Gilel (Asamblea Suprema Islámica de Irak) | Asaad Abu al-Taie Gilel (Asamblea Suprema Islámica de Irak) | Asaad Abu al-Taie Gilel (Asamblea Suprema Islámica de Irak) | Asaad Abu al-Taie Gilel (Asamblea Suprema Islámica de Irak) | Asaad Abu al-Taie Gilel (Asamblea Suprema Islámica de Irak) |
|        | Coalición Lealtad                                 | 13.464  | 2       | Asaad Abu al-Taie Gilel (Asamblea Suprema Islámica de Irak) | Asaad Abu al-Taie Gilel (Asamblea Suprema Islámica de Irak) | Asaad Abu al-Taie Gilel (Asamblea Suprema Islámica de Irak) | Asaad Abu al-Taie Gilel (Asamblea Suprema Islámica de Irak) | Asaad Abu al-Taie Gilel (Asamblea Suprema Islámica de Irak) | Asaad Abu al-Taie Gilel (Asamblea Suprema Islámica de Irak) | Asaad Abu al-Taie Gilel (Asamblea Suprema Islámica de Irak) |
|        | Futura Unidad Iraquí                              | 11.513  | 2       | Asaad Abu al-Taie Gilel (Asamblea Suprema Islámica de Irak) | Asaad Abu al-Taie Gilel (Asamblea Suprema Islámica de Irak) | Asaad Abu al-Taie Gilel (Asamblea Suprema Islámica de Irak) | Asaad Abu al-Taie Gilel (Asamblea Suprema Islámica de Irak) | Asaad Abu al-Taie Gilel (Asamblea Suprema Islámica de Irak) | Asaad Abu al-Taie Gilel (Asamblea Suprema Islámica de Irak) | Asaad Abu al-Taie Gilel (Asamblea Suprema Islámica de Irak) |
| Total  | Total                                             | 359.268 | 41      | Asaad Abu al-Taie Gilel (Asamblea Suprema Islámica de Irak) | Asaad Abu al-Taie Gilel (Asamblea Suprema Islámica de Irak) | Asaad Abu al-Taie Gilel (Asamblea Suprema Islámica de Irak) | Asaad Abu al-Taie Gilel (Asamblea Suprema Islámica de Irak) | Asaad Abu al-Taie Gilel (Asamblea Suprema Islámica de Irak) | Asaad Abu al-Taie Gilel (Asamblea Suprema Islámica de Irak) | Asaad Abu al-Taie Gilel (Asamblea Suprema Islámica de Irak) |

### Gobernación de Nínive
|  | 65.87 % |

|  | 10.40 % |

|  | 4.26 % |

|  | 3.99 % |

|  | 2.80 % |

|  | 12.68 % |

### Gobernación de Cadisia
|  | 30.25 % |

|  | 7.98 % |

|  | 4.58 % |

|  | 4.57 % |

|  | 4.33 % |

|  | 4.30 % |

|  | 3.22 % |

|  | 2.39 % |

### Gobernación de Saladino
| Listas | Listas                                      | Partidos                                                   | Votos   | Escaños | Hamed Hamood Shekti al-Qaisi (Independiente) | Hamed Hamood Shekti al-Qaisi (Independiente) | Hamed Hamood Shekti al-Qaisi (Independiente) | Hamed Hamood Shekti al-Qaisi (Independiente) | Hamed Hamood Shekti al-Qaisi (Independiente) | Hamed Hamood Shekti al-Qaisi (Independiente) | Hamed Hamood Shekti al-Qaisi (Independiente) |
|        | Coalición Democrática Unificada de Saladino | KDP KPU                                                    | 22.160  | 8       | Hamed Hamood Shekti al-Qaisi (Independiente) | Hamed Hamood Shekti al-Qaisi (Independiente) | Hamed Hamood Shekti al-Qaisi (Independiente) | Hamed Hamood Shekti al-Qaisi (Independiente) | Hamed Hamood Shekti al-Qaisi (Independiente) | Hamed Hamood Shekti al-Qaisi (Independiente) | Hamed Hamood Shekti al-Qaisi (Independiente) |
|        | Bloque Reconciliación y Liberación          |                                                            | 17.017  | 6       | Hamed Hamood Shekti al-Qaisi (Independiente) | Hamed Hamood Shekti al-Qaisi (Independiente) | Hamed Hamood Shekti al-Qaisi (Independiente) | Hamed Hamood Shekti al-Qaisi (Independiente) | Hamed Hamood Shekti al-Qaisi (Independiente) | Hamed Hamood Shekti al-Qaisi (Independiente) | Hamed Hamood Shekti al-Qaisi (Independiente) |
|        | Coalición por la Unidad Nacional Iraquí     |                                                            | 13.321  | 5       | Hamed Hamood Shekti al-Qaisi (Independiente) | Hamed Hamood Shekti al-Qaisi (Independiente) | Hamed Hamood Shekti al-Qaisi (Independiente) | Hamed Hamood Shekti al-Qaisi (Independiente) | Hamed Hamood Shekti al-Qaisi (Independiente) | Hamed Hamood Shekti al-Qaisi (Independiente) | Hamed Hamood Shekti al-Qaisi (Independiente) |
|        | Frente Turcomano Iraquí                     |                                                            | 14.917  | 5       | Hamed Hamood Shekti al-Qaisi (Independiente) | Hamed Hamood Shekti al-Qaisi (Independiente) | Hamed Hamood Shekti al-Qaisi (Independiente) | Hamed Hamood Shekti al-Qaisi (Independiente) | Hamed Hamood Shekti al-Qaisi (Independiente) | Hamed Hamood Shekti al-Qaisi (Independiente) | Hamed Hamood Shekti al-Qaisi (Independiente) |
|        | Lista Unida                                 |                                                            | 12.815  | 4       | Hamed Hamood Shekti al-Qaisi (Independiente) | Hamed Hamood Shekti al-Qaisi (Independiente) | Hamed Hamood Shekti al-Qaisi (Independiente) | Hamed Hamood Shekti al-Qaisi (Independiente) | Hamed Hamood Shekti al-Qaisi (Independiente) | Hamed Hamood Shekti al-Qaisi (Independiente) | Hamed Hamood Shekti al-Qaisi (Independiente) |
|        | Acuerdo Nacional Iraquí                     | Partido Islámico Iraquí Consejo Nacional de Diálogo Iraquí | 10.215  | 3       | Hamed Hamood Shekti al-Qaisi (Independiente) | Hamed Hamood Shekti al-Qaisi (Independiente) | Hamed Hamood Shekti al-Qaisi (Independiente) | Hamed Hamood Shekti al-Qaisi (Independiente) | Hamed Hamood Shekti al-Qaisi (Independiente) | Hamed Hamood Shekti al-Qaisi (Independiente) | Hamed Hamood Shekti al-Qaisi (Independiente) |
|        | Partido Islámico Dawa                       |                                                            | 8.691   | 3       | Hamed Hamood Shekti al-Qaisi (Independiente) | Hamed Hamood Shekti al-Qaisi (Independiente) | Hamed Hamood Shekti al-Qaisi (Independiente) | Hamed Hamood Shekti al-Qaisi (Independiente) | Hamed Hamood Shekti al-Qaisi (Independiente) | Hamed Hamood Shekti al-Qaisi (Independiente) | Hamed Hamood Shekti al-Qaisi (Independiente) |
|        | Encuentro Nacional Iraquí                   |                                                            | 8.641   | 3       | Hamed Hamood Shekti al-Qaisi (Independiente) | Hamed Hamood Shekti al-Qaisi (Independiente) | Hamed Hamood Shekti al-Qaisi (Independiente) | Hamed Hamood Shekti al-Qaisi (Independiente) | Hamed Hamood Shekti al-Qaisi (Independiente) | Hamed Hamood Shekti al-Qaisi (Independiente) | Hamed Hamood Shekti al-Qaisi (Independiente) |
|        | Encuentro de Independientes en Saladino     |                                                            | 4.739   | 2       | Hamed Hamood Shekti al-Qaisi (Independiente) | Hamed Hamood Shekti al-Qaisi (Independiente) | Hamed Hamood Shekti al-Qaisi (Independiente) | Hamed Hamood Shekti al-Qaisi (Independiente) | Hamed Hamood Shekti al-Qaisi (Independiente) | Hamed Hamood Shekti al-Qaisi (Independiente) | Hamed Hamood Shekti al-Qaisi (Independiente) |
|        | Lista Nacional al-Risaliya                  | Movimiento Sadr                                            | 6,133   | 2       | Hamed Hamood Shekti al-Qaisi (Independiente) | Hamed Hamood Shekti al-Qaisi (Independiente) | Hamed Hamood Shekti al-Qaisi (Independiente) | Hamed Hamood Shekti al-Qaisi (Independiente) | Hamed Hamood Shekti al-Qaisi (Independiente) | Hamed Hamood Shekti al-Qaisi (Independiente) | Hamed Hamood Shekti al-Qaisi (Independiente) |
| Total  | Total                                       | Total                                                      | 137,476 | 41      | Hamed Hamood Shekti al-Qaisi (Independiente) | Hamed Hamood Shekti al-Qaisi (Independiente) | Hamed Hamood Shekti al-Qaisi (Independiente) | Hamed Hamood Shekti al-Qaisi (Independiente) | Hamed Hamood Shekti al-Qaisi (Independiente) | Hamed Hamood Shekti al-Qaisi (Independiente) | Hamed Hamood Shekti al-Qaisi (Independiente) |

### Gobernación de Wasit
| Listas | Listas                               | Partidos                                                | Votos   | Escaños | Latif Hamid Turfa (Movimiento Sadr) | Latif Hamid Turfa (Movimiento Sadr) | Latif Hamid Turfa (Movimiento Sadr) | Latif Hamid Turfa (Movimiento Sadr) | Latif Hamid Turfa (Movimiento Sadr) | Latif Hamid Turfa (Movimiento Sadr) | Latif Hamid Turfa (Movimiento Sadr) |
|        | Encuentro de Élites Iraquíes         | Movimiento Sadr                                         | 185.813 | 31      | Latif Hamid Turfa (Movimiento Sadr) | Latif Hamid Turfa (Movimiento Sadr) | Latif Hamid Turfa (Movimiento Sadr) | Latif Hamid Turfa (Movimiento Sadr) | Latif Hamid Turfa (Movimiento Sadr) | Latif Hamid Turfa (Movimiento Sadr) | Latif Hamid Turfa (Movimiento Sadr) |
|        | Consejo Político Chií                | Asamblea Suprema Islámica de Irak Partido Islámico Dawa | 22.346  | 4       | Latif Hamid Turfa (Movimiento Sadr) | Latif Hamid Turfa (Movimiento Sadr) | Latif Hamid Turfa (Movimiento Sadr) | Latif Hamid Turfa (Movimiento Sadr) | Latif Hamid Turfa (Movimiento Sadr) | Latif Hamid Turfa (Movimiento Sadr) | Latif Hamid Turfa (Movimiento Sadr) |
|        | Encuentro de Independientes de Wasit |                                                         | 16.518  | 3       | Latif Hamid Turfa (Movimiento Sadr) | Latif Hamid Turfa (Movimiento Sadr) | Latif Hamid Turfa (Movimiento Sadr) | Latif Hamid Turfa (Movimiento Sadr) | Latif Hamid Turfa (Movimiento Sadr) | Latif Hamid Turfa (Movimiento Sadr) | Latif Hamid Turfa (Movimiento Sadr) |
|        | Partido Comunista Iraquí             |                                                         | 12.780  | 2       | Latif Hamid Turfa (Movimiento Sadr) | Latif Hamid Turfa (Movimiento Sadr) | Latif Hamid Turfa (Movimiento Sadr) | Latif Hamid Turfa (Movimiento Sadr) | Latif Hamid Turfa (Movimiento Sadr) | Latif Hamid Turfa (Movimiento Sadr) | Latif Hamid Turfa (Movimiento Sadr) |
|        | Encuentro Democrático de Irak        |                                                         | 9.010   | 1       | Latif Hamid Turfa (Movimiento Sadr) | Latif Hamid Turfa (Movimiento Sadr) | Latif Hamid Turfa (Movimiento Sadr) | Latif Hamid Turfa (Movimiento Sadr) | Latif Hamid Turfa (Movimiento Sadr) | Latif Hamid Turfa (Movimiento Sadr) | Latif Hamid Turfa (Movimiento Sadr) |
| Total  | Total                                | Total                                                   | 324.678 | 41      | Latif Hamid Turfa (Movimiento Sadr) | Latif Hamid Turfa (Movimiento Sadr) | Latif Hamid Turfa (Movimiento Sadr) | Latif Hamid Turfa (Movimiento Sadr) | Latif Hamid Turfa (Movimiento Sadr) | Latif Hamid Turfa (Movimiento Sadr) | Latif Hamid Turfa (Movimiento Sadr) |

### Gobernación de Erbil
|                |                                      |         |        |         | Gobernador electo                                     | Gobernador electo |
| Partidos       | Partidos                             | Votos   | Votos  | Escaños | Gobernador electo                                     | Gobernador electo |
| Partidos       | Partidos                             | Total   | %      | Escaños | Gobernador electo                                     | Gobernador electo |
| -------------- | ------------------------------------ | ------- | ------ | ------- | ----------------------------------------------------- | ----------------- |
|                | Voz Democrática del Kurdistán (KDP)  | 347.772 | 53.67% | 23      | Nawzad Hadi Mawlood (Partido Demócrata del Kurdistán) |                   |
|                | Unión Patriótica del Kurdistán (PUK) | 244.343 | 37.71% | 16      | Nawzad Hadi Mawlood (Partido Demócrata del Kurdistán) |                   |
|                | Unión Islámica del Kurdistán         | 22.523  | 3.48%  | 1       | Nawzad Hadi Mawlood (Partido Demócrata del Kurdistán) |                   |
|                | Grupo Islámico del Kurdistán         | 18.781  | 2.90%  | 1       | Nawzad Hadi Mawlood (Partido Demócrata del Kurdistán) |                   |
|                | Otros partidos                       | 14.575  | 2.24%  | 0       | Nawzad Hadi Mawlood (Partido Demócrata del Kurdistán) |                   |
| Total          | Total                                | 647.994 | 100%   | 41      | Nawzad Hadi Mawlood (Partido Demócrata del Kurdistán) |                   |
| Votos anulados | Votos anulados                       | 16.622  |        |         | Nawzad Hadi Mawlood (Partido Demócrata del Kurdistán) |                   |

### Gobernación de Duhok
|                |                                       |         |        |         | Gobernador electo                               | Gobernador electo |
| Partidos       | Partidos                              | Votos   | Votos  | Escaños | Gobernador electo                               | Gobernador electo |
| Partidos       | Partidos                              | Total   | %      | Escaños | Gobernador electo                               | Gobernador electo |
| -------------- | ------------------------------------- | ------- | ------ | ------- | ----------------------------------------------- | ----------------- |
|                | Partido Demócrata del Kurdistán (KDP) | 302.133 | 78.83% | 33      | Tamar Ramadan (Partido Demócrata del Kurdistán) |                   |
|                | Unión Islámica del Kurdistán          | 35.675  | 9.31%  | 4       | Tamar Ramadan (Partido Demócrata del Kurdistán) |                   |
|                | Unión Patriótica del Kurdistán (PUK)  | 35.483  | 9.26%  | 4       | Tamar Ramadan (Partido Demócrata del Kurdistán) |                   |
|                | Otros partidos                        | 9.974   | 2.60%  | 0       | Tamar Ramadan (Partido Demócrata del Kurdistán) |                   |
| Total          | Total                                 | 383.265 | 100%   | 41      | Tamar Ramadan (Partido Demócrata del Kurdistán) |                   |
| Votos anulados | Votos anulados                        | 5.273   |        |         | Tamar Ramadan (Partido Demócrata del Kurdistán) |                   |

### Gobernación de Solimania
|                |                                        |         |        |         | Gobernador electo                                 | Gobernador electo |
| Partidos       | Partidos                               | Votos   | Votos  | Escaños | Gobernador electo                                 | Gobernador electo |
| Partidos       | Partidos                               | Total   | %      | Escaños | Gobernador electo                                 | Gobernador electo |
| -------------- | -------------------------------------- | ------- | ------ | ------- | ------------------------------------------------- | ----------------- |
|                | Unión Patriótica del Kurdistán (PUK)   | 485.718 | 66.42% | 28      | Dana Ahmed Majid (Unión Patriótica del Kurdistán) |                   |
|                | Partido Demócrata del Kurdistán (KDP)  | 91.578  | 12.52% | 5       | Dana Ahmed Majid (Unión Patriótica del Kurdistán) |                   |
|                | Unión Islámica del Kurdistán           | 75.008  | 10.26% | 5       | Dana Ahmed Majid (Unión Patriótica del Kurdistán) |                   |
|                | Grupo Islámico del Kurdistán           | 53.088  | 7.26%  | 3       | Dana Ahmed Majid (Unión Patriótica del Kurdistán) |                   |
|                | Partido Comunista del Kurdistán - Irak | 8.192   | 1.12%  | 0       | Dana Ahmed Majid (Unión Patriótica del Kurdistán) |                   |
|                | Otros partidos                         | 17.739  | 3.43%  | 0       | Dana Ahmed Majid (Unión Patriótica del Kurdistán) |                   |
| Total          | Total                                  | 731.323 | 100%   | 41      | Dana Ahmed Majid (Unión Patriótica del Kurdistán) |                   |
| Votos anulados | Votos anulados                         | 13.189  |        |         | Dana Ahmed Majid (Unión Patriótica del Kurdistán) |                   |

## Estructura del gobierno electo
Los miembros de la Asamblea Nacional Constituyente se eligieron a partir de 196 listas de candidatos. Por lo menos cada tercer candidato de la lista debían ser mujeres. La mayoría de los observadores esperaban que el 30% del parlamento fuese conformado por mujeres. La Asamblea redactaría la constitución, y estaría sería sometida a referéndum. Si la constitución resultaba aprobada, se celebrarían nuevas elecciones bajo la misma, por lo que las elecciones de enero serían solo el primero de los tres procesos electorales que viviría el país ese año.
El 5 de abril, la Asamblea Nacional designó a Yalal Talabani, un prominente líder kurdo, Presidente de la República. Sus vicepresidentes serían Ghazi Mashal Ajil al-Yawer, y Adel Abdul-Mahdi. El líder de la Alianza Unida Iraquí, Ibrahim al-Jaafari, se convirtió en Primer ministro de Irak. La mayor parte de los poderes recaían en este último. El nuevo gobierno se enfrentaba a dos tareas principales. La primera fue para tratar de controlar una insurgencia violenta, que había asolado el país en los últimos meses, matando a muchos civiles y funcionarios iraquíes, así como un número de soldados estadounidenses (A partir de mediados de 2005, aproximadamente 135.000 soldados estadounidenses permanecieron en Irak con 2.214 soldados estadounidenses muriendo en atentados). La segunda tarea importante era volver a participar en la redacción de una nueva constitución iraquí para reemplazar la Ley Administrativa de Transición de 2004.
La nueva constitución fue aprobada por el parlamento el 28 de agosto y ratificada en referéndum el 15 de octubre. Una vez entrada en vigor la constitución, se convocó a nuevas elecciones generales bajo el imperio de la misma.